# Villa Campi
Villa Campi es una localidad del norte de la Provincia de Buenos Aires, Argentina, perteneciente al partido de San Nicolás.

## Población

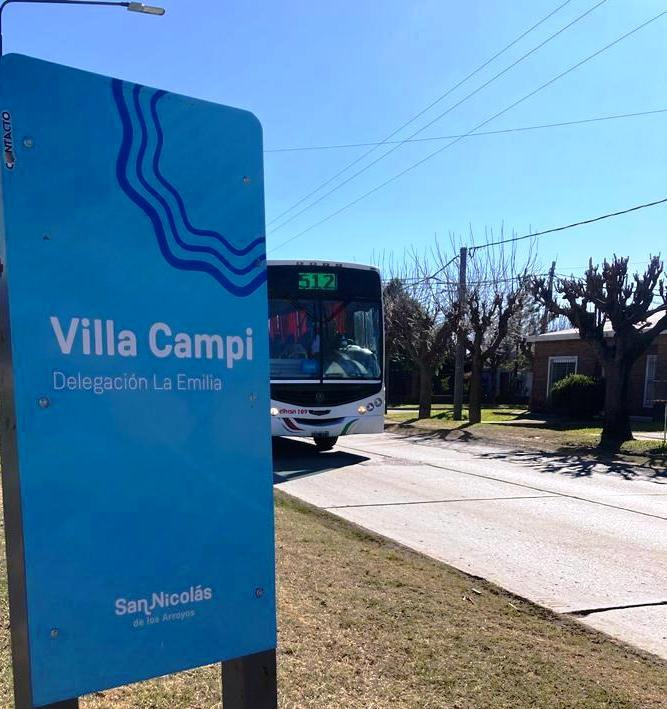
El Barrio de Villa Campi es el primero saliendo de la localidad de La Emilia en dirección a San Nicolás.

Forma parte del aglomerado urbano de La Emilia, siendo un total de 5,325 habitantes (Indec, 2010) el total. En el censo anterior su población era de 613 habitantes (Indec, 2001). 

## Historia
En 1944 se inaugura el camino pavimentado que une las localidades de San Nicolás con  La Emilia. En consecuencia a ello, las tierras a sus márgenes comienzan a adquirir valor. 
Por ese motivo el 1 de junio de 1949 la Municipalidad de San Nicolás autorizó el loteo de una fracción de tierras pertenecientes a la familia Campi, y por ese motivo se toma dicha fecha como fundación del barrio que se denomina Villa Campi. 

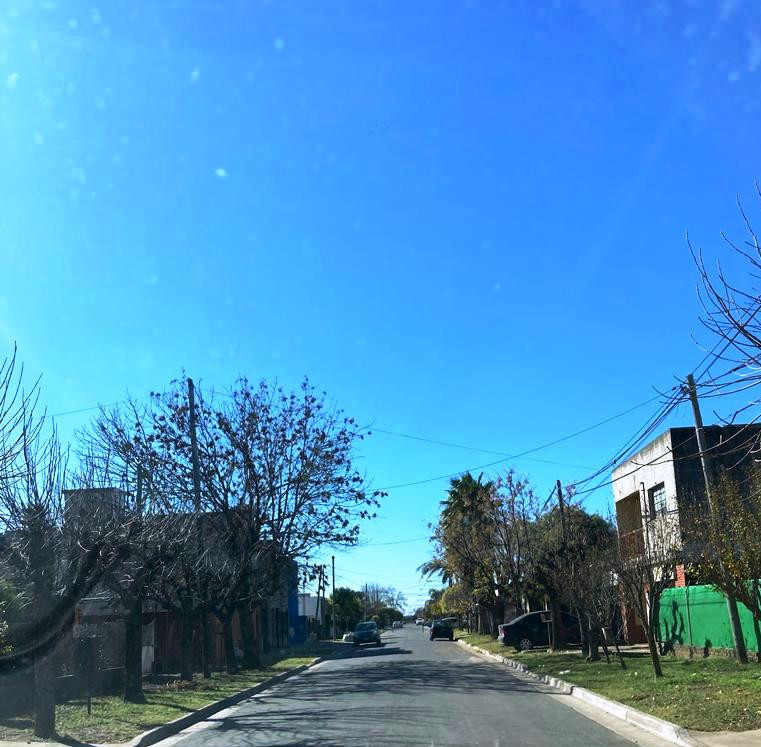
Calle del interior de Villa Campi que muestra la prolijidad y limpieza de este barrio de la Delegación Municipal de La Emilia

Pasarían unos años más hasta que a partir de 1962 se trazarían oficialmente sus calles y se les daría nombres a las mismas. 

## Instituciones

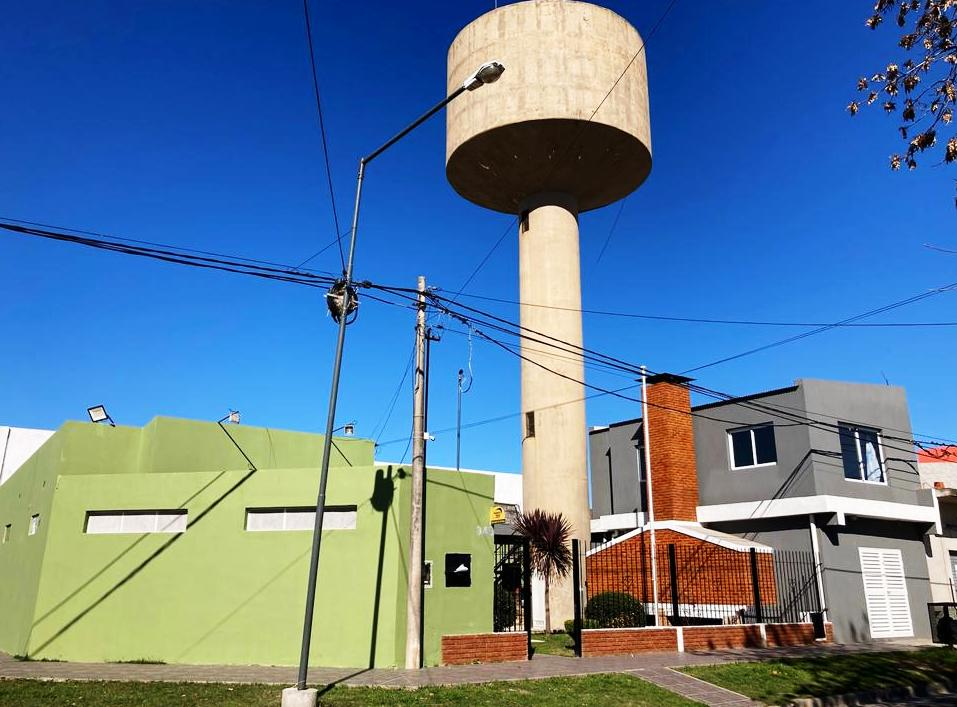
CAMRICA es una Cooperativa de Agua Potable que suministra este elemento a los barrios de Villa Campi, Villa Riccio y Villa Canto.

- CAMRICA es una Cooperativa de Agua Potable que suministra este elemento a los barrios de Villa Campi, Villa Riccio y Villa Canto.Cam.ri.ca  Cooperativa de Suministro de Agua Potable de Villa Campi, Villa Riccio y Villa Canto ubicada en calle Matías Barrera N.º 348 de Villa Campi. Se inauguró el 21 de septiembre de 1993 y logró su reconocimiento por parte del Instituto de Acción Cooperativa mediante Resolución Nacional N.º 1402 y Provincial N.º 005/94.